# Stig Hammarson
Stig Åke Hammarson, född 26 juli 1942 i Göteborgs Kristine församling i Göteborg, är en svensk författare, fotograf och spårvagnshistoriker som skrivit böcker i första hand om spårvägen i Göteborg, men på senare år även om stadens historia.

## Biografi
Hammarson växte upp i Östra Göteborg och tillbringade mycket tid i Göteborgs spårvägars vagnhall vid Stampen där han blev kompis med de som arbetade där. Redan som ung började han fotografera. Hans första kamera fick han i 12-årspresent 1954, en Agfa Clack som laddades med filmrullar med åtta bilder. Under åren har han ägt många kameror, och på 60-talet använde han sin smalfilmskamera för att bland annat föreviga Göteborgs trådbussar. Två filmer som skildrar trådbusslinjerna (en för varje linje) har digitaliserats och visas på spårvägssällskapet Ringliniens spårvägsmuseum.Vidare förfogar Spårvägsmuseet över ytterligare en av Hammarsons filmer, om de sista stora Långedragsvagnarna på Långedragslinjen.